# Podkarpackie Konfrontacje Fotograficzne

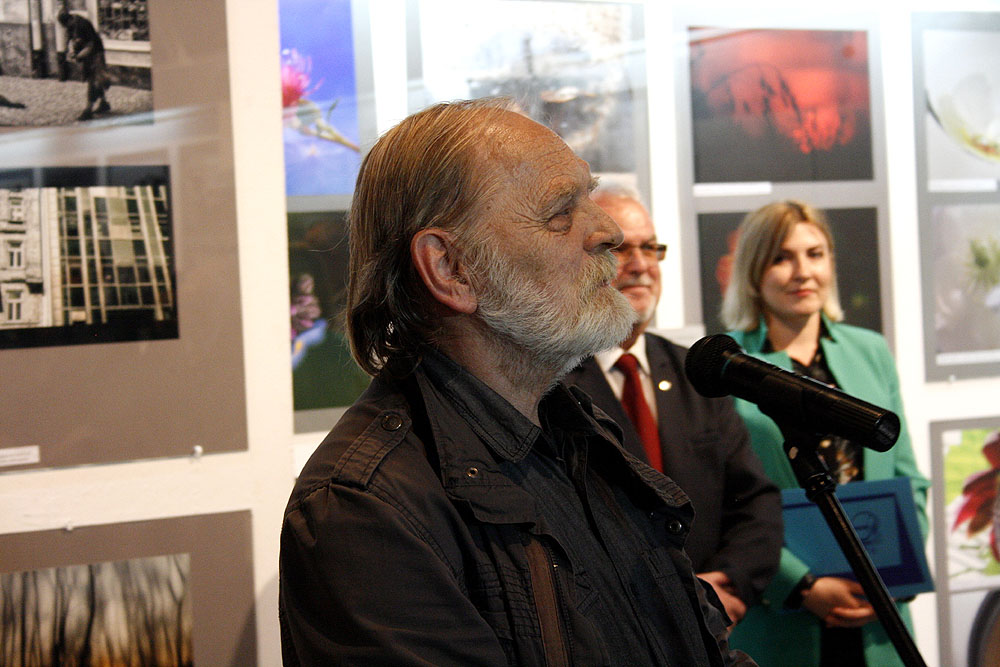
Janusz Wojewoda (jury kilku edycji PKF)

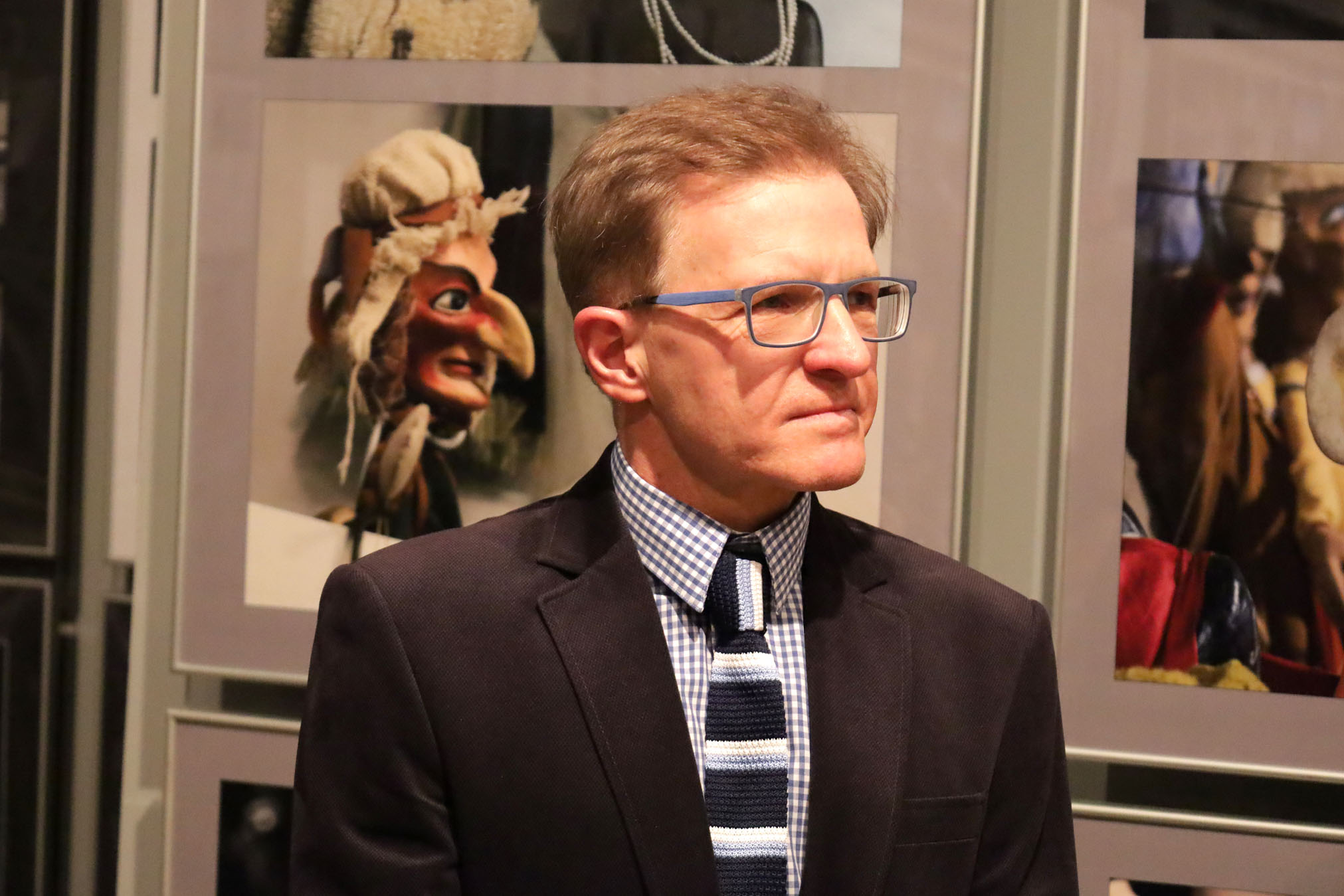
Marek Hallada (jury XXII edycji PKF)

Podkarpackie Konfrontacje Fotograficzne – cykliczna, coroczna impreza, organizowana przez Wojewódzki Dom Kultury w Rzeszowie pod patronatem Fotoklubu Rzeczypospolitej Polskiej.

## Charakterystyka
Celem Podkarpackich Konfrontacji Fotograficznych jest poznanie, pokazanie i rozpowszechnianie dorobku twórczego fotografów z Podkarpacia, jak również porównanie umiejętności artystów fotografii i amatorów fotografii. Udział w Konfrontacjach przewidziany jest wyłącznie dla grup, kół, klubów i stowarzyszeń fotograficznych, działających na terenie Województwa Podkarpackiego. Kluby, stowarzyszenia nadsyłają zestawy zdjęciowe wraz z opisem działalności grupy. Najciekawsze zestawy zdjęciowe otrzymują nagrody i wyróżnienia ufundowane przez Dyrektora Wojewódzkiego Domu Kultury w Rzeszowie. Wszystkie nadesłane fotografie są wystawione do ekspozycji, otwieranej wernisażem w galerii WDK. Komisarzem i kuratorem Podkarpackich Konfrontacji Fotograficznych jest Adam Kus, kierownik Działu Multimedialnych Technik Upowszechniania Kultury w WDK w Rzeszowie. 
Podczas XX jubileuszowej edycji Podkarpackich Konfrontacji Fotograficznych (w uznaniu działalności oraz twórczości fotograficznej) odznaczono przedstawicieli najstarszych grup fotograficznych uczestniczących w prezentacjach – srebrnymi oraz brązowym medalami Fotoklubu Rzeczypospolitej Polskiej („Za Fotograficzną Twórczość”). Srebrne Medale „Za Fotograficzną Twórczość” otrzymali – Jerzy Bobola (Grupa VIDI przy Klubie Kultury „Gwarek” w Rzeszowie), Paweł Matyka (Tarnobrzeskie Towarzystwo Fotograficzne), Jerzy Ślusarz (Klub Fotograficzny ATEST 70 w Jarosławiu), Zdzisław Świeca (Sekcja Fotograficzna Uniwersytetu Trzeciego Wieku w Rzeszowie). Brązowe Medale „Za Fotograficzną Twórczość” otrzymali – Krzysztof Antosz (Pracownia Fotograficzna Studium Animatorów Kultury w Krośnie), Anna Białowąs (Klub Fotograficzny ZOOM w Sanoku), Łukasz Gurdak (Mielecka Grupa Fotograficzna), Anna Panek (Sekcja Fotografii Krajoznawczej PTTK w Rzeszowie), Jerzy Skiba (Rzeszowskie Stowarzyszenie Fotograficzne), Tomasz Wajda (Krośnieńskie Kółko Fotograficzne Kuźnia Światła). Damian Drąg – dyrektor WDK w Rzeszowie został uhonorowany medalem specjalnym („Za Fotograficzną Twórczość”) – za promocję twórczości fotograficznej.

## Stowarzyszenia uczestniczące w ostatniej XXIII edycji PKF
- Brzozowski Klub Fotograficzny BeKaF (wyróżnienie)
- Foto Klub PCEK w Powiatowym Centrum Edukacji Kulturalnej w Ropczycach
- Fotoklub RCKP w Regionalnym Centrum Kultur Pogranicza w Krośnie (nagroda)
- Jarosławska Grupa Fotograficzna działająca w Jarosławskim Ośrodku Kultury i Sztuki (wyróżnienie)
- Klub Fotograficzny ATEST 70 działający w Jarosławskim Ośrodku Kultury i Sztuki
- Klub Fotograficzny Uniwersytetu Trzeciego Wieku Uniwersytetu Rzeszowskiego (wyróżnienie)
- Klub fotograficzny WĘGRZYN – foto-winnica w Węgierce
- Klub Fotograficzny ZOOM w Sanoku (nagroda)
- Koło Fotograficzne działające w Centrum Kultury i Bibliotek Gminy Ostrów
- Koło Fotograficzne działające w Miejskim Ośrodku Kultury im. Oskara Kolberga w Przeworsku (wyróżnienie)
- Koło Fotograficzne LENS działające w Uniwersytecie Rzeszowskim
- Koło Fotograficzne Zespołu Szkół Energetycznych w Rzeszowie
- Krośnieńska Grupa Fotograficzna CAMERA OBSCURRA
- Krośnieńskie Kółko Fotograficzne KUŹNIA ŚWIATŁA (nagroda)
- Mielecka Grupa Fotograficzna
- Pracownia Fotograficzna Policealnego Studium Animatorów Kultury w Krośnie (nagroda)
- Przeworska Grupa Fotograficzna
- Rzeszowskie Stowarzyszenie Fotograficzne RSF (nagroda)
- Sekcja Fotografii Krajoznawczej PTTK w Rzeszowie

Źródło

## Odznaczeni medalami „Za Fotograficzną Twórczość” (XX jubileuszowa edycja PKF)

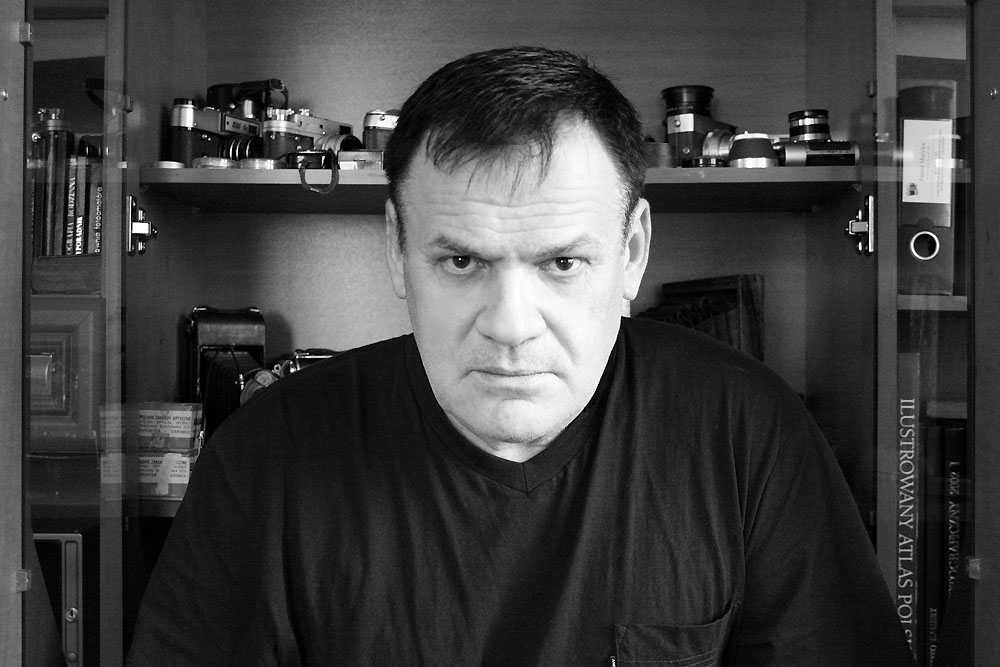
Paweł Matyka
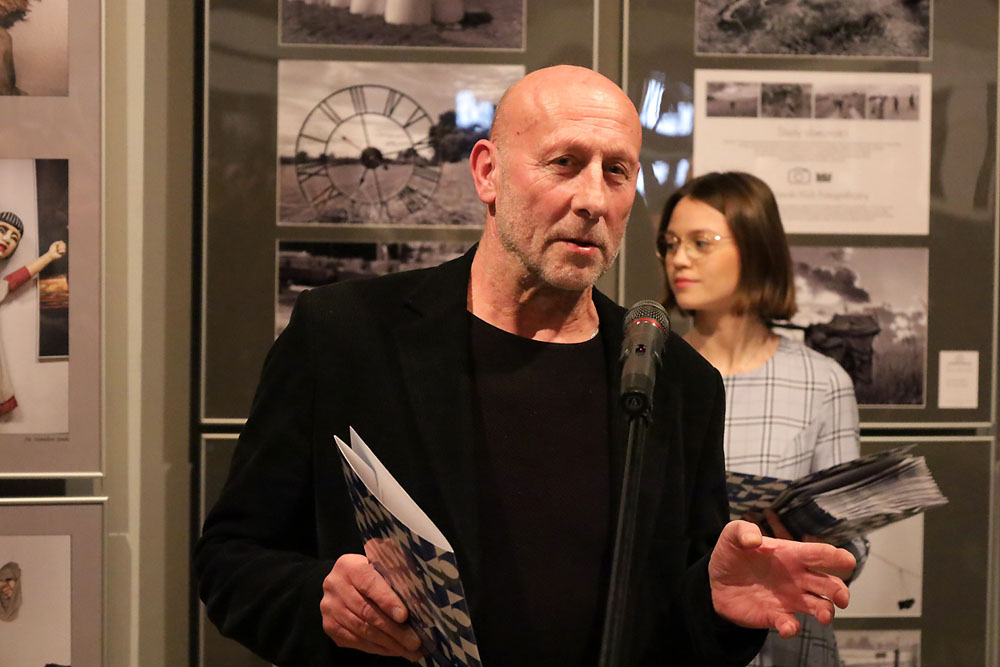
Jerzy Ślusarz
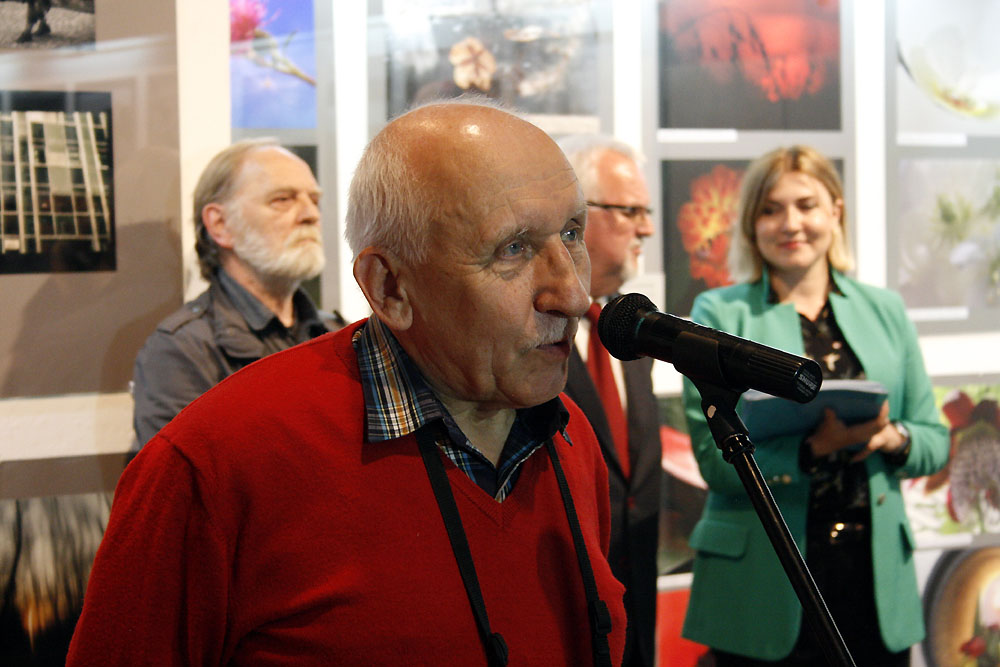
Zdzisław Świeca
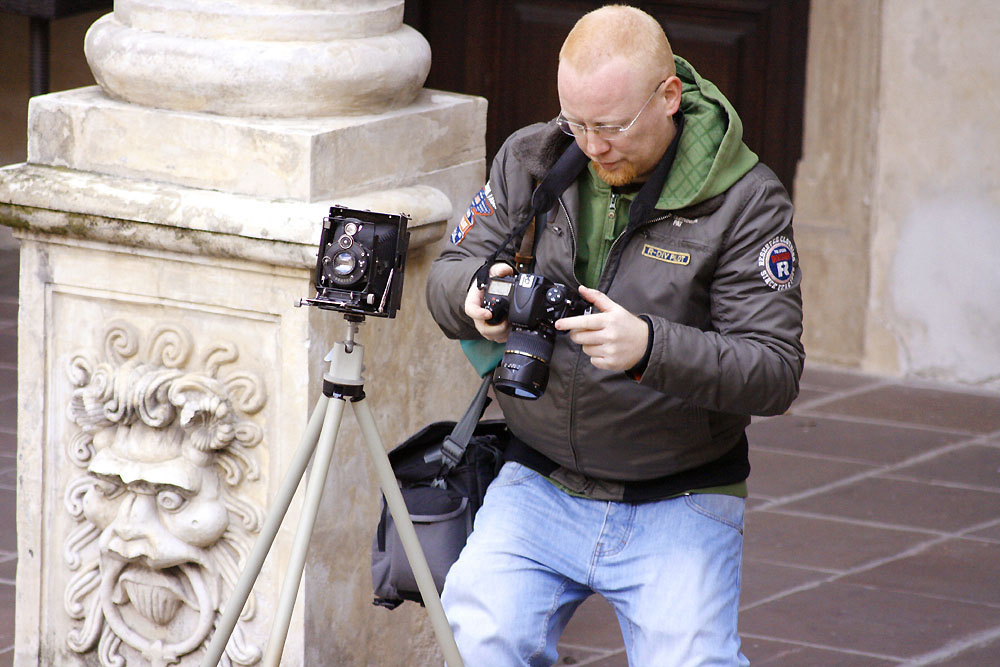
Łukasz Gurdak